# Hemipilia cruciata
Hemipilia cruciata là một loài thực vật thuộc họ Orchidaceae. Loài này có ở Trung Quốc và Đài Loan.